# Norfolk (Virgínia)
Norfolk é uma cidade independente do estado da Virgínia, nos Estados Unidos, não fazendo parte de nenhum dos 95 condados do estado. Está situada na Baía de Hampton Roads, no Oceano Atlântico e é o maior porto da Virgínia.
Norfolk foi fundada pelos ingleses em 1682 no local do antigo povoado nativo de Skicoak, na margem do Rio Elisabeth.
Norfolk forma um extenso complexo portuário, juntamente com a cidade de Portsmouth, do outro lado do Rio Elisabeth. A sua enorme base naval base militar é sede da Frota Atlântica dos EUA.

## Geografia
De acordo com o United States Census Bureau, a cidade tem uma área de 249,5 km², onde 140,2 km² estão cobertos por terra e 109,4 km² por água.

## Demografia
Segundo o censo nacional de 2010, a sua população é de 242 803 habitantes e sua densidade populacional é de 1 732,20 hab/km². É a segunda cidade mais populosa da Virgínia. Possui 95 018 residências, que resulta em uma densidade de 677,88 residências/km².

## Cidades-irmãs
- Kaliningrado (Rússia)
- Kitakyushu (Japão)
- Norfolk (Reino Unido)
- Toulon (França)
- Wilhelmshaven (Alemanha)
- São Paulo (cidade) (Brasil).